# Зуев, Виктор Валерьевич
Ви́ктор Вале́рьевич Зу́ев (бел. Віктар Зуеў; род. 22 мая 1983, Витебск, Белорусская ССР) — белорусский боксёр-любитель. Заслуженный мастер спорта Республики Беларусь (2004), серебряный призёр Олимпийских игр 2004 года, участник Олимпийских игр 2008 года, двукратный бронзовый призёр чемпионата мира (2003, 2009), четырёхкратный призёр чемпионата Европы (2002, 2004, 2010, 2013), многократный чемпион Белоруссии в любителях.

## Любительская карьера

### Олимпийские игры 2004
В августе 2004 года завоевал серебро Олимпийских игр в Афинах в категории до 91 кг, в финале боксёрского турнира уступив опытному кубинцу Одланьеру Солису.

### Олимпийские игры 2008
В августе 2008 года участвовал в Олимпийских играх в Пекине в категории до 91 кг, где в 1/8 финала соревнований уступил опытному итальянцу Клементе Руссо — который в итоге стал серебряным призёром Олимпиады 2008 года.

### Квалификация на Олимпийские игры 2012
В апреле 2012 года в Трабзоне (Турция) участвовал в Европейском лицензионном турнире на котором разыгрывались именные путевки на предстоящие Олимпийские игры в Лондоне, где в 1/16 финала соревнований в категории свыше 91 кг по очкам победил опытного украинца Романа Капитоненко, но в 1/8 финала соревнований по очкам проиграл опытному россиянину Магомеду Омарову.

## Спортивные достижения
- 2002 год — третье место на чемпионате Европы в Перми
- 2003 год — третье место на чемпионате мира в Бангкоке
- 2004 год — второе место на Олимпийских играх в Афинах и на чемпионате Европы в Пуле
- 2009 год — третье место на чемпионате мира в Милане
- 2010 год — второе место на чемпионате Европы в Москве
- 2013 год — третье место на чемпионате Европы в Минске